# Rinorea kamerunensis
Rinorea kamerunensis är en violväxtart som beskrevs av Adolf Engler. Rinorea kamerunensis ingår i släktet Rinorea och familjen violväxter. Inga underarter finns listade i Catalogue of Life.